# Freizeitpark Lindlar
Der Freizeitpark Lindlar ist eine Parkanlage mit Freizeiteinrichtungen in Lindlar, Oberbergisches Land (Nordrhein-Westfalen).

## Park

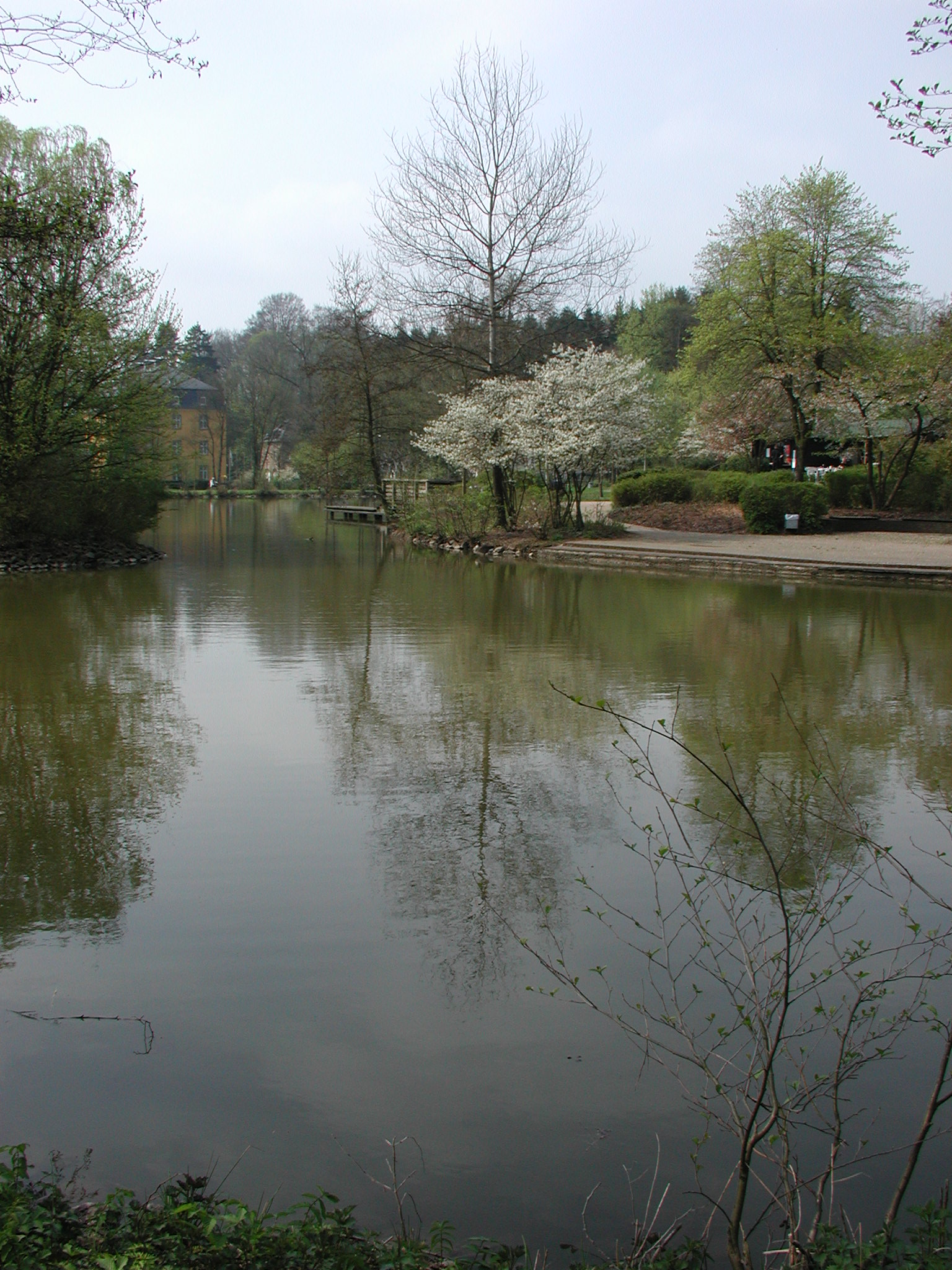
Freizeitpark in Lindlar

Er wurde von 1980 an errichtet und im Mai 1982 eingeweiht. Dort befinden sich ein Schwimmbad, eine Minigolfanlage, ein Abenteuerspielplatz, eine Teichanlage, einem Skatepark, verschiedene Sportanlagen sowie Spielgeräte für Kleinkinder. Im Mittelpunkt des Parks steht ein Brunnen aus Lindlarer Grauwacke, einem Sedimentgestein.
Auf einem parkeigenen Konzertplatz werden von Mai bis September in unregelmäßigen Abständen sonntags kostenlose Freiluftkonzerte gegeben.
Wege und Zugänge sind behindertengerecht angelegt.

## Kapellen auf der Parkanlage

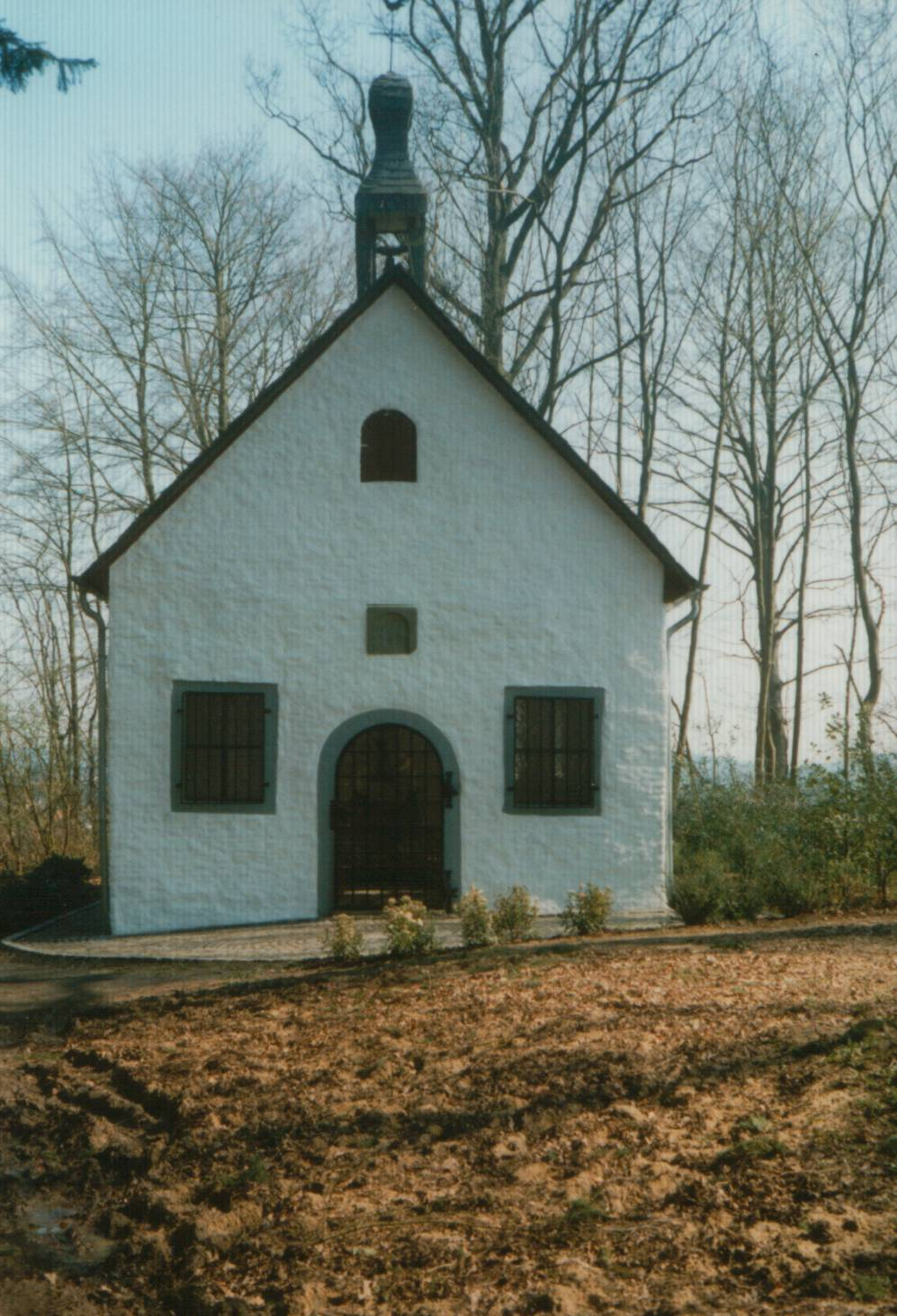
Johanneskapelle bei Voßbruch

Die Johanneskapelle wurde im 17. Jahrhundert erbaut und 1982 von Grund auf durch die Stegerwaldstiftung saniert. Heute dient sie als Hochzeitskapelle für Schloss Heiligenhoven. Außerdem steht dort eine Dreifaltigkeitskapelle aus dem 18. Jahrhundert.